# Verónica Pérez Herrera
Verónica Pérez Herrera (Victoria de Durango, Durango, 23 de octubre de 1971) es una política mexicana, miembro del Partido Acción Nacional (PAN). Ha sido diputada federal en 2005 y para el periodo de 2024 a 2027.

## Biografía
Es licenciada en Contaduría Pública y maestra en Administración Pública por la Universidad Juárez del Estado de Durango (UJED), y maestra en Estrategias Anticorrupción y Estado de Derecho por el Instituto Nacional de Ciencias Penales (Inacipe) y la Universidad de Salamanca. Tiene estudios de diplomados en Políticas Públicas por la Universidad Iberoamericana; en Federalismo, Administración Pública Estatal y Municipal por la Universidad Nacional Autónoma de México (UNAM); y, en Transparencia y Acceso a la Información por el Centro de Investigación y Docencia Económicas (CIDE).
Miembro del PAN desde 1988, fue integrante de Acción Juvenil y consejera estatal de 1999 a 2004. De 1999 a 2000 fue secretaria de Finanzas y Administración del comité estatal en Durango, y en 2000 coordinadora de la campaña presidencial de Vicente Fox Quesada en Durango. De 2000 a 2001 ocupó el cargo de secretaria técnica de la Cámara de Diputados, y de 2001 a 2005 fue directora de Operación de la Coordinación de Giras Presidenciales de la Presidencia de la República.
En 2003 había sido elegida diputada federal suplente, siendo propietario Francisco Barrio Terrazas a la LIX Legislatura de dicho año a 2006. El 28 de febrero de 2005 Barrio solicitó y recibió licencia al cargo de diputado, por el que el 8 de marzo Verónica Pérez Herrera rindió protesta como diputada, en la LIX Legislatura fue integrante de las comisiones de Juventud y Deporte; y, de Vivienda. Cesó en el cargo el 1 de agosto siguiente al reasumir Francisco Barrio sus funciones de diputado.
Tras este cargo, de 2005 a 2006 fue director nacional de Promoción Política de la Mujer del comité nacional del PAN que presidía Manuel Espino Barrientos y luego en 2006 coordinadora de la campaña interna por la candidatura a la presidencia de la república. El mismo año, al asumir Felipe Calderón Hinojosa la presidencia de México y Cecilia Romero Castillo la titularidad del Instituto Nacional de Migración (INM) fue nombrada directora de área, y de 2007 a 2008, directora general adjunta. De 2008 a 2014 fue integrante de la Comisión Nacional de Elecciones del comité nacional del partido, y en 2018 coordinó en Durango la campaña electoral de Ricardo Anaya Cortés.
En 2020 fue elegida presidenta estatal del PRI en Durango, asumiendo el cargo el 9 de febrero; y en las elecciones estatales de 2021 fue elegida diputada por el principio de representación proporcional a la LXIX Legislatura del Congreso del Estado de Durango que culminaría en 2024. En ella fue presidenta de las comisiones de Salud Pública; y, Editorial y Biblioteca; secretaria de las comisiones de Hacienda, Presupuesto y Cuenta Pública; de Derechos Humanos; de Régimen, Reglamento y Prácticas Parlamentarias; de Asuntos Familiares y de los Derechos de Niñas, Niños y Adolescentes; y, de Igualdad y Género; y finalmente, vocal de las comisiones de Puntos Constitucionales; de Justicia; de Cultura; y, de Vigilancia de la Entidad Superior del Estado.
En las elecciones federales de 2024 fue postulada y elegida diputada federal por el principio de representación proporcional, a la LXVI Legislatura que tendrá término en 2027. En esta legislatura ocupa los cargos de secretaria de la comisión de Salud; e integrante de las comisiones de Hacienda y Crédito Público; y, de Transparencia y Anticorrupción.